# Седель-Бахр (линейный корабль)
«Седель-Бахр» или «Седд Аль-Бахр» — парусный 80-пушечный линейный корабль турецкого, а затем русского флота. Изображён на картине А. П. Боголюбова «Русский флот после Афонского сражения».

## История службы
Корабль «Седель-Бахр» построен французским инженером Лебрюном для турецкого флота. В турецком флоте считался лучшим по ходовым качествам.
Принимал участие в качестве второго флагмана в Афонском сражении на стороне Турции. По окончании сражения 19 июня 1807 года находился в бедственном положении, на корабле были сбиты все реи и паруса. Шел на буксире за линейным кораблем и двумя фрегатами турецкого флота, однако при приближении русской эскадры был брошен эскортом и взят на абордаж линейным кораблем «Селафаил». За время боя «Седель-Бахр» потерял убитыми 230 человек экипажа, еще 160 человек были ранены, в русский плен попало 774 человека команды.
Корабль вошел в состав Балтийского флота. 25 июня 1807 года на буксире у линейного корабля «Селафаил» пришел с эскадрой вице-адмирала Д. H. Сенявина к острову Tенедос. 25 июля ушел в Корфу вместе с линейным кораблем «Ярослав» и был поставен на ремонт. На корабль были поставлены мачты, снятые с корабля «Святой Михаил», заменены рангоут, такелаж, паруса, а экипаж сформирован из матросов, взятых с судов эскадры. После ухода эскадр Д. H. Сенявина и И. А. Баратынского остался в Корфу. 12 декабря в составе эскадры капитан-командора И. О. Салтанова вышел из Корфу и к 28 декабря прибыл в Tриест. В 1808 году находился с эскадрой в Tриесте. 17 мая 1809 года, при подходе к Триесту английской эскадры, встал по диспозиции в готовности для отражения атаки. Простояв более месяца у Tриеста, неприятельская эскадра ушла, а 27 сентября 1809 года было получено Высочайшее повеление о сдаче кораблей австрийскому правительству. 20 октября «Седель-Бахр» был введен в бассейн и разоружен, были спущены Андреевский флаг, вымпел и гюйс, а экипаж перешел в береговые казармы. В марте 1810 года экипаж был отправлен из Tриеста через Венгрию и Галицию в Кронштадт.

## Командиры корабля
Командирами корабля в разное время служили:
- Бекир-Бей (до 19 июля 1807)[5].
- Г. Г. Белле (c 19 июля 1807 по 1808).
- И. С. Сульменев (1808—1809).